# Kendra Claricia Brinkop
Kendra Claricia Brinkop (née le 18 novembre 1994) est une cavalière allemande de saut d'obstacles.

## Biographie
Née dans le milieu équestre, elle débute l'équitation très jeune. Elle provient en effet d'une famille allemande d'éleveurs de chevaux établie au nord-est d'Hambourg, près de la frontière danoise. Elle accompagne sa sœur, également cavalière, sur divers concours, et témoigne d'avoir toujours voulu devenir cavalière professionnelle, passant un temps considérable à monter des chevaux dès l'enfance. Elle rejoint ensuite la Young Riders Academy, puis s'entraîne pendant deux ans avec Marcus Ehning, dans ses écuries de Borken,. Elle admire, en plus de Ehning, le cavalier allemand Daniel Deußer. 
Elle réussit son premier parcours parfait en concours de niveau 5 étoiles à la Coupe des nations de Hickstead en 2017, alors qu'elle travaille pour les écuries de Ehning. Elle rejoint les écuries Stephex en Belgique en mars 2018, dans un contexte où Ehning n'a plus assez de jeunes chevaux à lui confier,,.
Elle fait forte impression en signant l'un des sept double parcours sans faute au CSI5* Coupe des nations de Rome.
En août 2022, elle déclare avoir pour objectif une participation aux Jeux olympiques d'été de 2024 à Paris. Retenue parmi la long list des cavaliers allemands de saut d'obstacles, elle n'est finalement pas retenue lors de la sélection finale, fin juin 2024.

## Palmarès
Elle est au 44e rang mondial dans la discipline du saut d'obstacles en juillet 2024.
- octobre 2021 : 2e du Grand Prix du CSI4* de Grimaud, avec Kastelle Memo[3].

## Chevaux
Sa jument de tête en 2021 est Kastelle Memo, qu'elle monte depuis son arrivée aux écuries Stephex et considère alors comme l'un  des meilleurs chevaux qu'elle ait jamais montés. Son deuxième meilleur cheval est De Flipper.  
Elle a formé A la carte NRW, un cheval monté en Grand Prix par Marcus Ehning.
Aux écuries Stephex, elle est formatrice de jeunes chevaux, comme dans le cas de Tabasco de Toxandria Z, avec qui elle a remporté la finale réservée aux chevaux de sept ans à Dinard.